# Cormocephalus esulcatus
Cormocephalus esulcatus är en mångfotingart som beskrevs av Pocock 1901. Cormocephalus esulcatus ingår i släktet Cormocephalus och familjen Scolopendridae.

## Underarter
Arten delas in i följande underarter:
- C. e. capensis
- C. e. esulcatus
- C. e. schultzei